# 白眉蓝姬鹟
白眉蓝姬鶲（学名：Ficedula superciliaris）为鶲科姬鶲属的鸟类。该物种的模式产地在印度。

## 亚种
- 白眉蓝姬鶲西南亚种（学名：Ficedula superciliaris aestigma）。在中国大陆，分布于四川、西藏、云南等地。该物种的模式产地在尼泊尔。[3]